# Интергельпо
Интергельпо (в переводе с языка идо - «взаимопомощь») — промысловый кооператив из Чехословакии, добровольно направившийся после призыва В. И. Ленина строить социализм на территорию нынешней Киргизии. Главным образом состоял из чехов.
В 1925 году был признан лучшим кооперативом Советского Союза. Ликвидирован в 1943, многие интергельповцы были репрессированы, другие вернулись в Чехословакию либо погибли на фронте. Часть интергельповцев осталась жить в г. Фрунзе (Бишкек).

## История
Кооператив «Интергельпо» был создан в 1923 году в г. Жилине, Чехословакия. В 1924 году был заключен договор между советским правительством и представителями «Интергельпо» на переселение в Киргизию. 24 апреля того же года в Киргизию прибывает первый эшелон (14 вагонов с оборудованием — машины для столярной, слесарной, токарной, колесной, портняжной и сапожной мастерских, сельскохозяйственные машины, некоторые машины для кожевенного завода, полная лесопилка — и с 13 людьми) :

»…На отведенном «Интергельпо» участке площадью 230 га в «голой степи» должны задымиться фабрики, зашуметь машины мастерских, должен был расцвести городок «Интергельпо» с первым электричеством. Первым был пущен кирпичный завод. Коммунары не ждали постройки цехов, они прямо на деревьях развесили трансмиссии и при помощи локомобиля двигали первые токарные и слесарные станки.
1925 год — год построения электростанции, лесопилки, кожевенного завода, центральных мастерских, контор и жилых домов — однако не все так гладко шло. Пожар, трагическое событие до сих пор беспокоит Цайзель, Мерц, Юрачек и др. — у членов «Интергельпо» умерли от тифа и дизентерии все дети до 5 лет (40 детей).
В ноябре 1925 года межтранспорт прибыл из Чехословакии на помощь, он привез основные машины для кожевенного завода и часть машин для мукомольного производства. В 1926 году приехал основной эшелон с 606 людьми — это был эшелон текстильщиков. В Пишпеке заработала текстильная фабрика им. Климента Готвальда.
Земледельцы «Интергельпо» впервые посеяли сахарную свеклу, участвовали в строительстве и пуске Кантского сахарного завода.
            Чехи,  оставшиеся в Киргизии – организаторы  и руководители  промышленности  республики, они заложили  фундамент  промышленности республики. В  1930 год на долю «Интергельпо»  приходилось  45%  всей промышленности  республики. В основном  это были  квалифицированные  рабочие династии  Глозл,  Мадель,  Мерц,  Цайзел,  Вагнер, Дубчек,  Кугинк,  Покорн, Горачек, Томаш,  Халупка и др.  Неоспорим вклад  интергельповцев в развитие  сельскохозяйственного производства." Светлана Кирал . , чешское общество "Наздар", Бишкек.

## Деятельность
Кроме всего прочего интергельповцы построили в Киргизии:
В 1925 электростанцию, в 1927 текстильную фабрику, в 1928 плавильный цех, а также: мебельный цех, больницы, продлили железную дорогу, столярные мастерские, кожевенный завод, построили тогдашнюю резиденцию правительства Киргизии. Механические мастерские «Интергельпо» впоследствии стали заводом имени Фрунзе.
В 1934 г. «Интергельпо» выпускало 20 % от всей промышленной продукции Киргизии.

«Через „Интергельпо“ прошли тысячи людей. Здесь они получали профессиональную подготовку, рабочую закалку. В 1935 г. на предприятиях кооператива работал большой сплоченный многонациональный коллектив. Среди 525 человек членов кооператива было 261 русский, 76 украинцев, 40 словаков, 39 чехов, 22 венгра, 21 немец, 14 казахов и 52 человека других национальностей».

Чехословацкий журналист Юлиус Фучик так описывал масштабы строительства при Интергельпо:

Мы ехали в страну, о которой буржуазные сказочники рассказывали как о дикой экзотической стране. Но мы попали в страну, темпы строительства которой значительно выше, чем в самых передовых, наицивилизованнейших странах капиталистического Запада.

Сын Александра Дубчека, Павол Дубчек, вспоминал коммуну так: 
Там не было ничего, кроме старых бараков

## «Интергельповцы» на фотоснимках

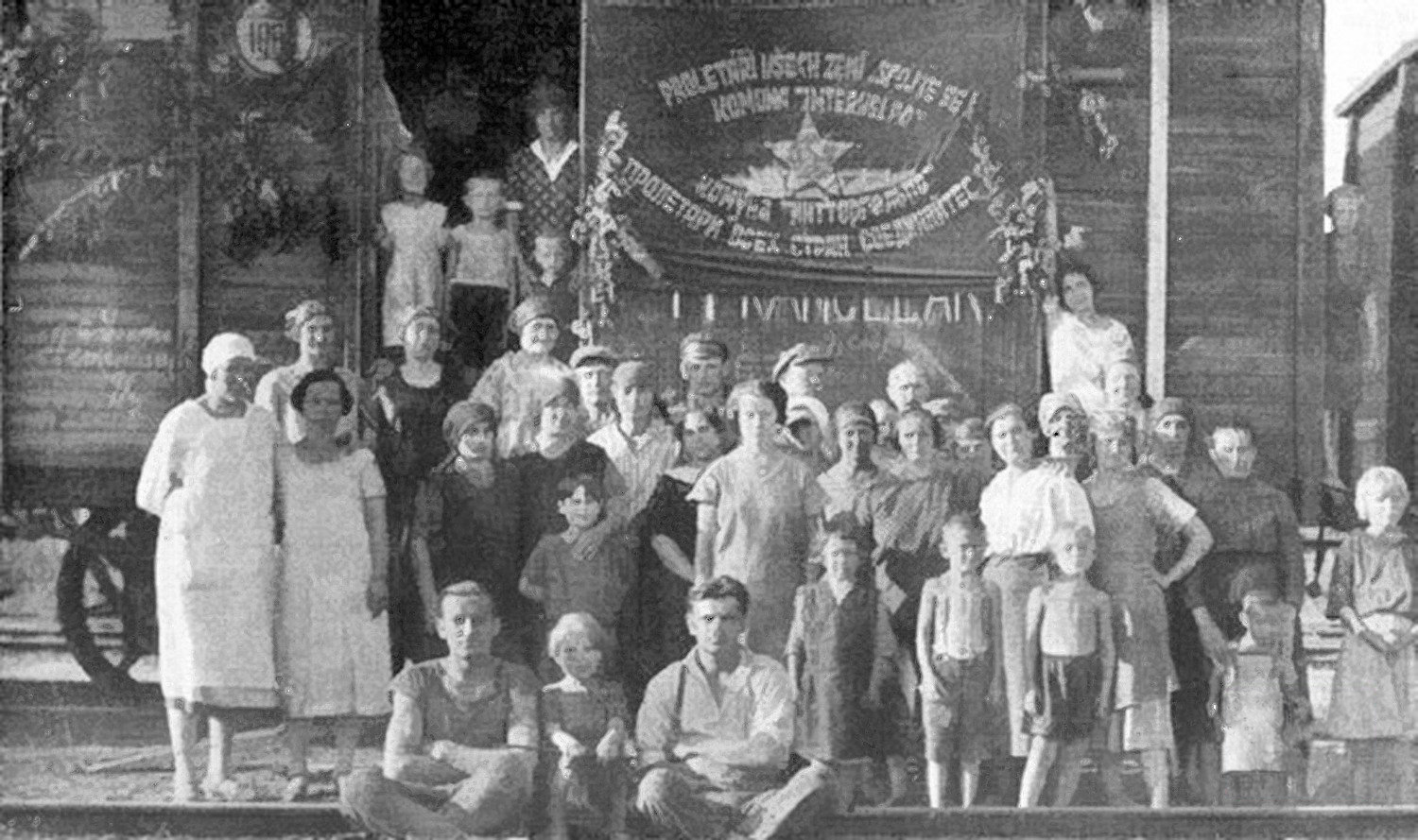
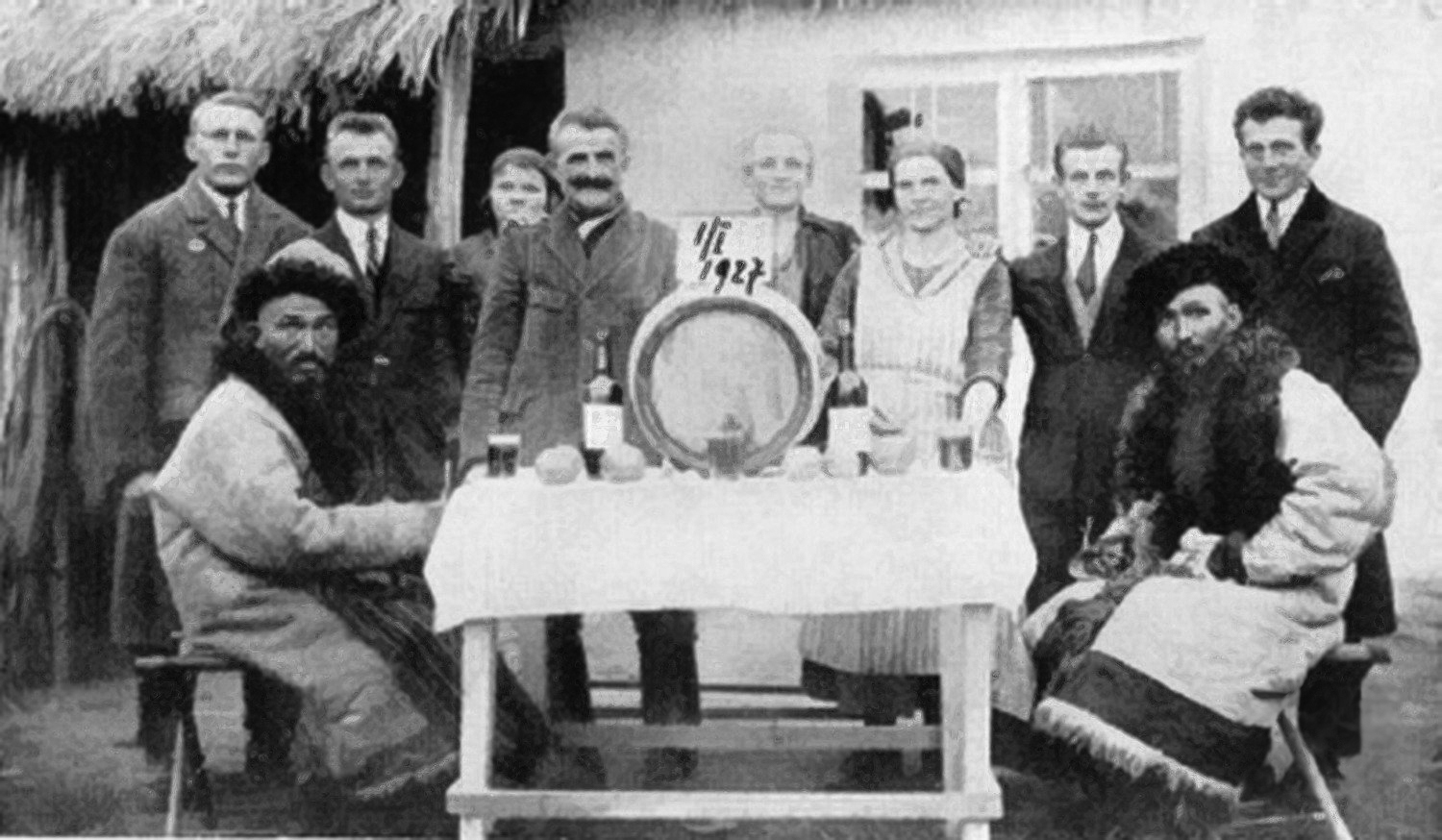
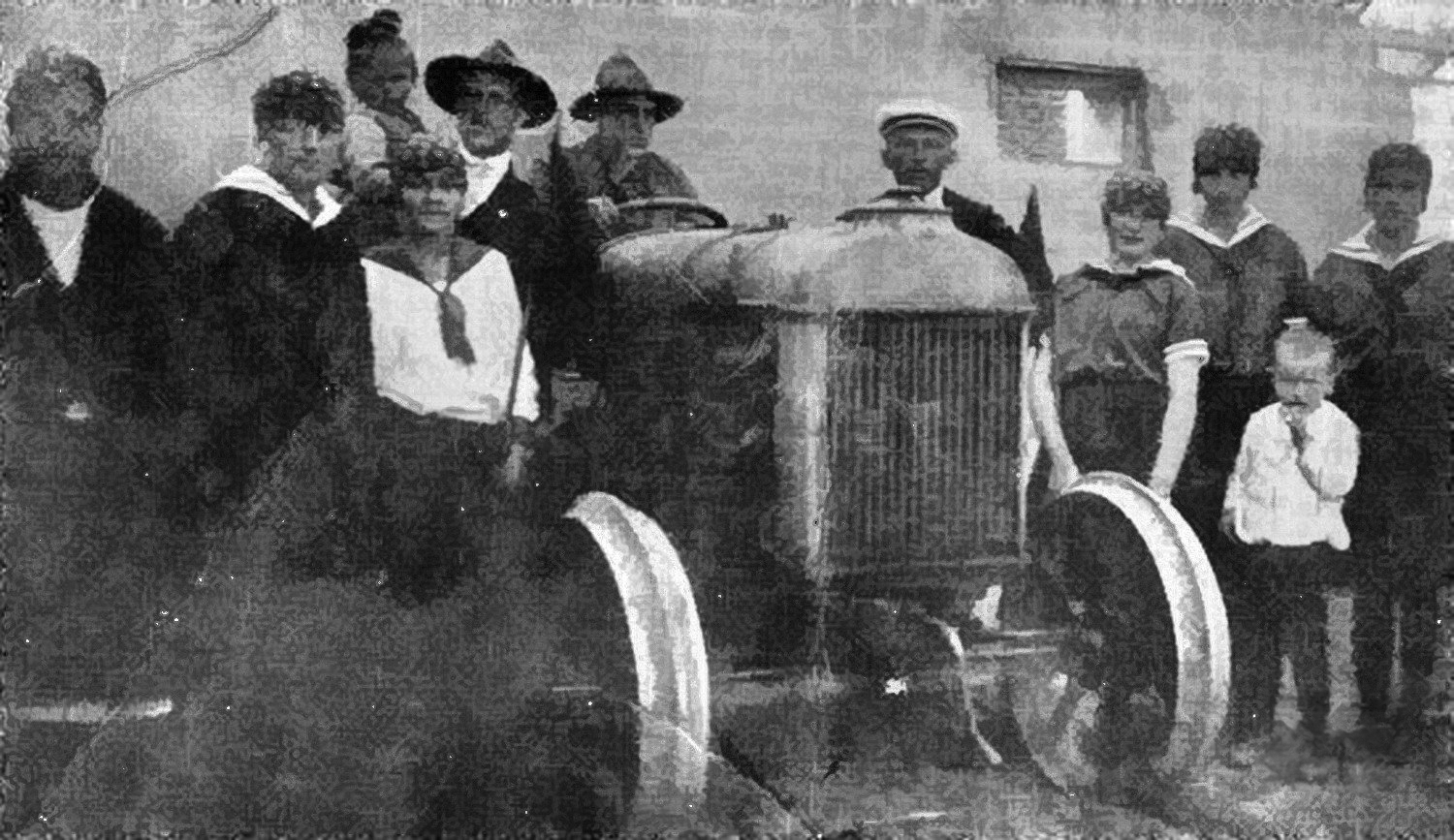
Первый трактор в Киргизии
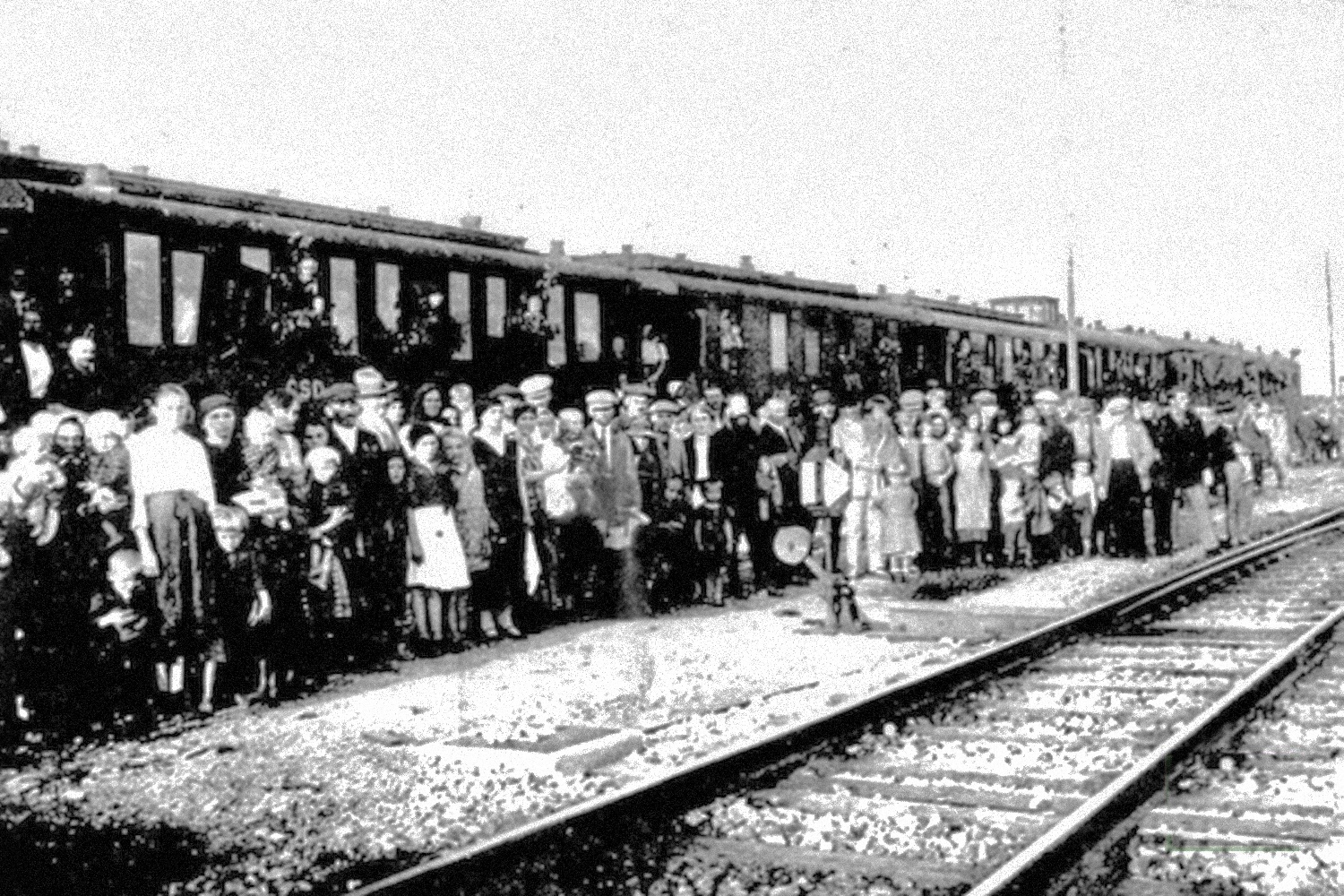
Прибытие второго эшелона. 1926 г.
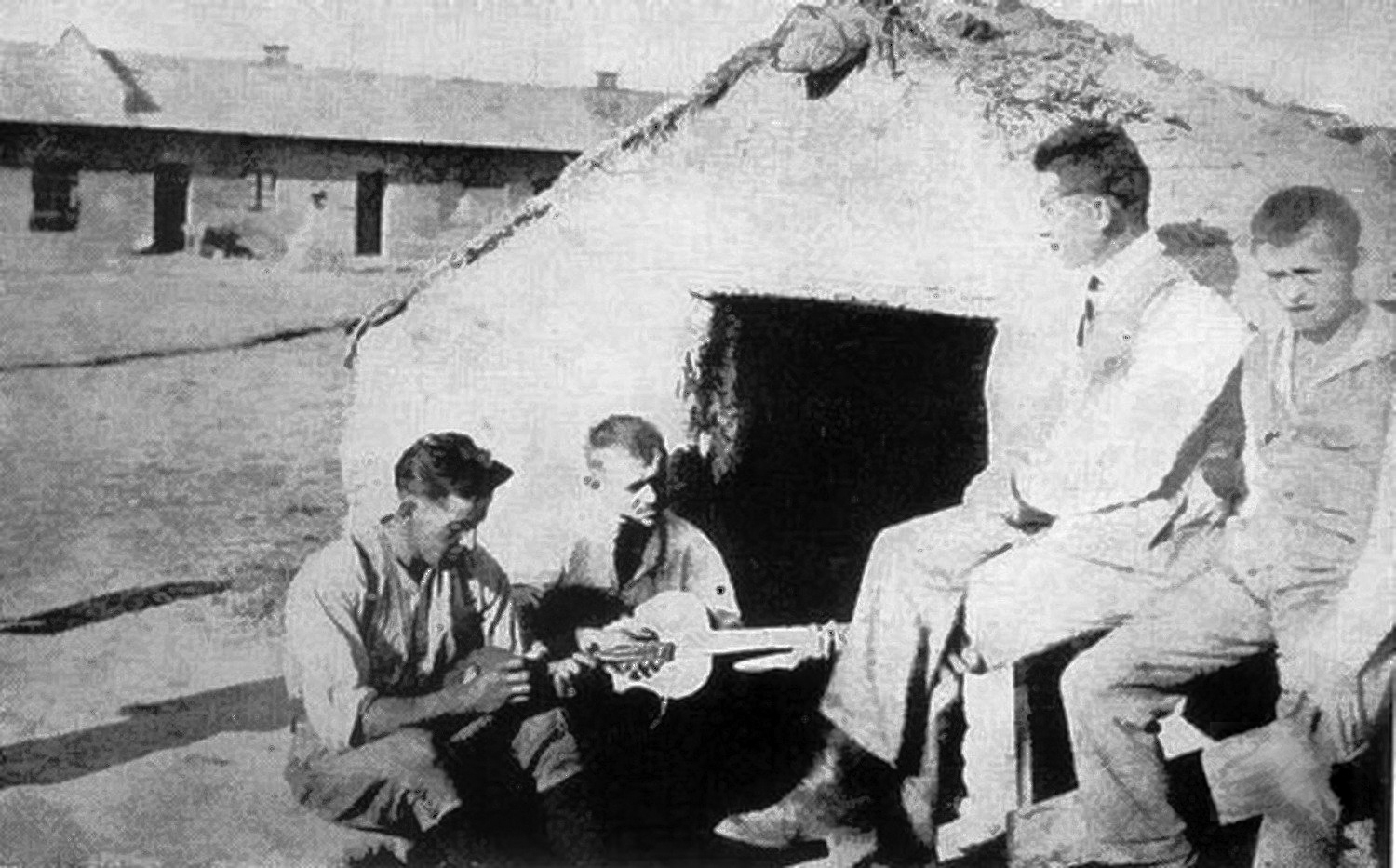
Землянки членов кооператива. 1928 г.
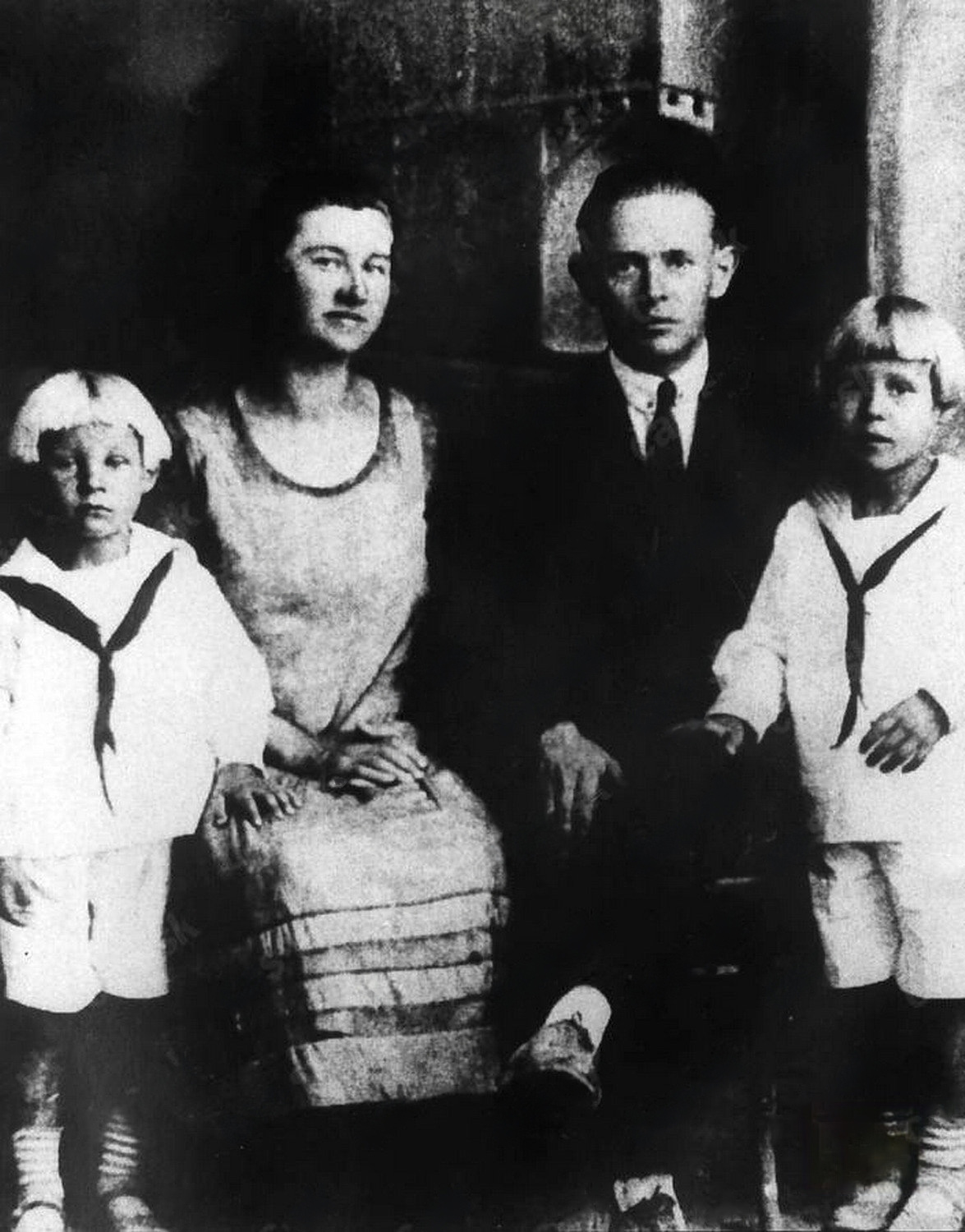
Маленький Александр Дубчек (слева) в г. Фрунзе (Бишкек). 1925 г.